# Tetraria bromoides
Tetraria bromoides là loài thực vật có hoa trong họ Cói. Loài này được (Lam.) H.Pfeiff. miêu tả khoa học đầu tiên năm 1927.

## Hình ảnh

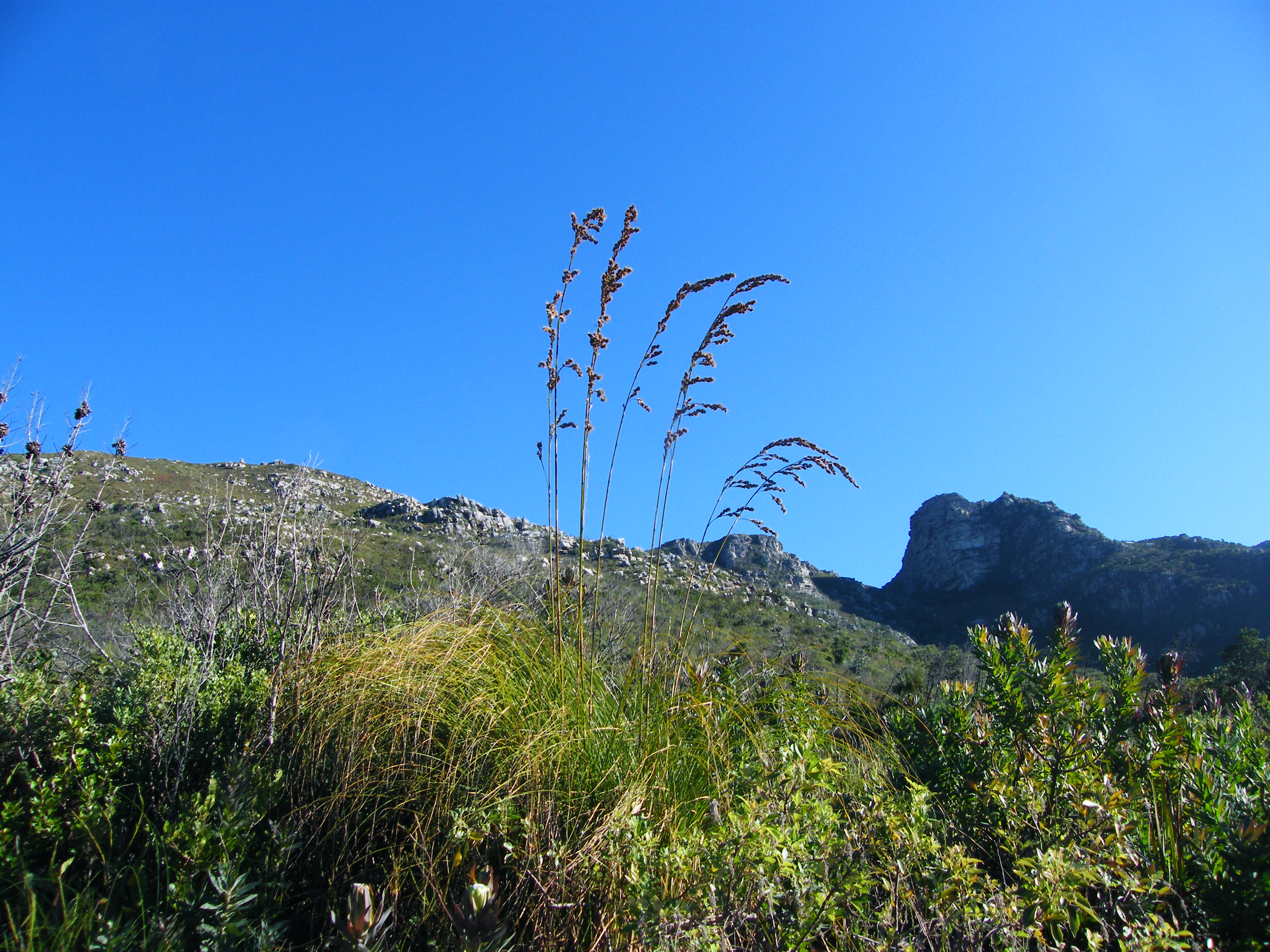